# Амурская государственная медицинская академия
Амурская государственная медицинская академия (Амурская ГМА) — советское и российское высшее медицинское учебное заведение, учреждённое в 1952 году.

## История
В послевоенное время был усиленный приток населения на Дальний Восток. В числе приезжавших были и выпускники многих ведущих ВУЗов страны. В 1947 году в Совете министров СССР и Министерстве здравоохранения РСФСР встал вопрос об организации и открытии медицинского института в Благовещенске. Поскольку для медицинского института, прежде всего, нужна клиническая база, в декабре 1948 года Совет министров СССР принимает постановление о начале проектно-изыскательских работ по Амурской областной больнице (ныне — Амурская областная детская больница); в 1949 году начинается её строительство; в 1952 году — состоялось открытие.
23 июня 1952 года выходит распоряжение Совета министров СССР об организации 1 августа 1952 года в Благовещенске-на-Амуре Благовещенского государственного медицинского института (БГМИ) с ежегодным приемом 200 человек, а также о строительстве типового общежития (1953) и учебного корпуса (1954).
В 1996 году вуз был преобразован в Амурскую государственную медицинскую академию и принят в Ассоциацию медицинских школ Европы, что позволило унифицировать подготовку врачей с общеевропейскими стандартами.

## Учебная деятельность

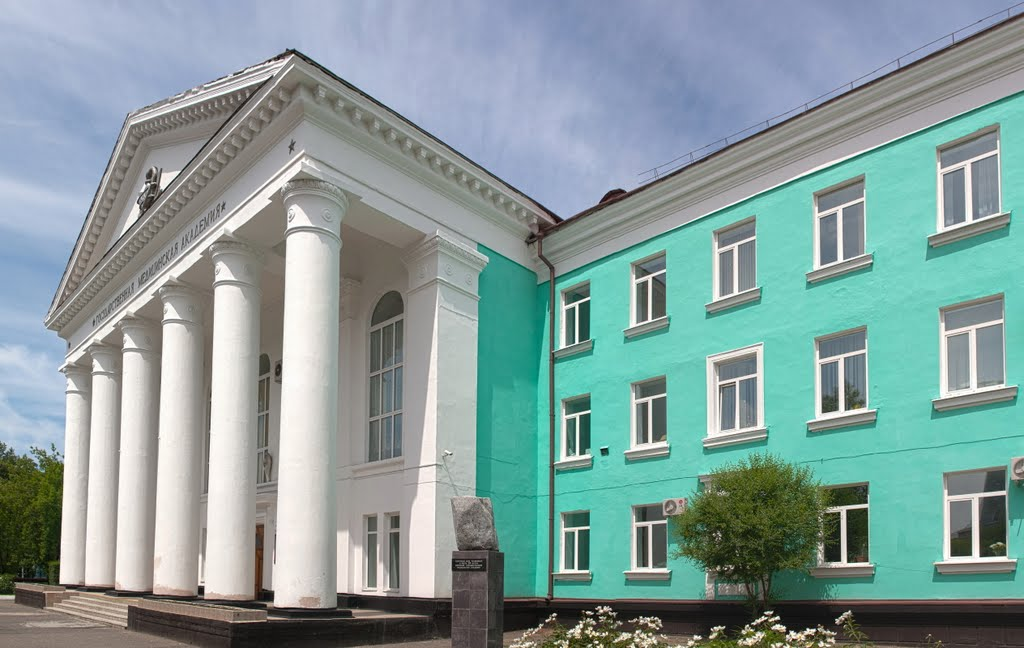
Амурская ГМА

В Амурской ГМА идет подготовка врачей по направлениям подготовки (специальности) «Лечебное дело» и «Педиатрия». Подготовка специалистов ведется на 30 кафедрах. Выпускающими кафедрами лечебного факультета являются кафедра госпитальной терапии с курсом фтизиопульмонологии, кафедра акушерства и гинекологии, кафедра госпитальной хирургии с курсом детской хирургии. На педиатрическом факультете основной выпускающей кафедрой, относящейся к педиатрическому факультету, является кафедра педиатрии, также выпускающими кафедрами являются кафедра акушерства и гинекологии, кафедра госпитальной хирургии с курсом детской хирургии, кафедра инфекционных болезней с эпидемиологий и дерматовенерологией.
Для лиц, имеющих среднее (полное) общее образование, сроки освоения основной образовательной программы подготовки врача составляют 6 лет по очной форме обучения. Заочная форма обучения не предусмотрена. Лечебный факультет возглавляет д.м.н., зав. кафедрой акушерства и гинекологии И. В. Жуковец. Декан педиатрического факультета — д.м.н., зав. кафедрой факультетской и поликлинической терапии В. И. Павленко.
В Амурской ГМА работают 42 доктора медицинских наук, 27 профессоров, 58 доцентов, 142 кандидата медицинских наук, 22 заслуженных врача Российской Федерации.

### Подразделения академии
Амурская ГМА имеет четыре учебных корпуса общей площадью 21675 м², библиотеку, музей, восемь общежитий, столовую, интернет-классы, спортивно-оздоровительный лагерь и базу отдыха «Медик», студенческий клуб «Родник», три спортивных зала и атлетический зал.
В 1974 году в вузе создан кардиохирургический центр (с 2012 года — клиника кардиохирургии), в котором осуществляется хирургическое лечение врожденных, приобретенных пороков сердца и магистральных сосудов в условиях искусственного кровообращения, гипотермии, а также по закрытым методикам, имплантация электрокардиостимуляторов, также выполнение операций по радиочастотной абляции при лечении тахиаритмий.
В 2000 году в вузе открыт научно-практический лечебный центр «Семейный врач». Центр осуществляет первичную медико-санитарную помощь по программе ДМС в соответствии с договорами со страховыми компаниями, по договорам с предприятиями, платную консультативную медицинскую помощь, проведение предварительных и периодических медицинских осмотров.
Научным подразделением академии является центральная научно-исследовательская лаборатория. Основная цель лаборатории — изучение механизмов адаптации организма, разработка методов и аппаратуры для диагностики и лечения заболеваний, наиболее часто встречающихся в Дальневосточном регионе.
В Амурской ГМА существует пять научных школ, которые работают в следующих направлениях:
- адаптация человека в различных географических, климатических и производственных условиях;
- физиология и патология сердечно-сосудистой системы;
- патология органов дыхания;
- научные основы охраны здоровья женщины, матери, плода, новорожденного;
- хирургия заболеваний и повреждений органов и систем.

Работа проводится в ЦНИЛ и клинических базах.